# 秦王国
秦王国，是隋書中倭國的一個小王國。

## 概要
大業4年，文林郎裴世清被隋煬帝派遣到倭國宣諭。在筑紫以東發現一個人同華夏的秦王國，可能是日本秦氏聚居地。
秦王国一般比定在豐前、豐後。